# Josef Wallner (Politiker, 1902)

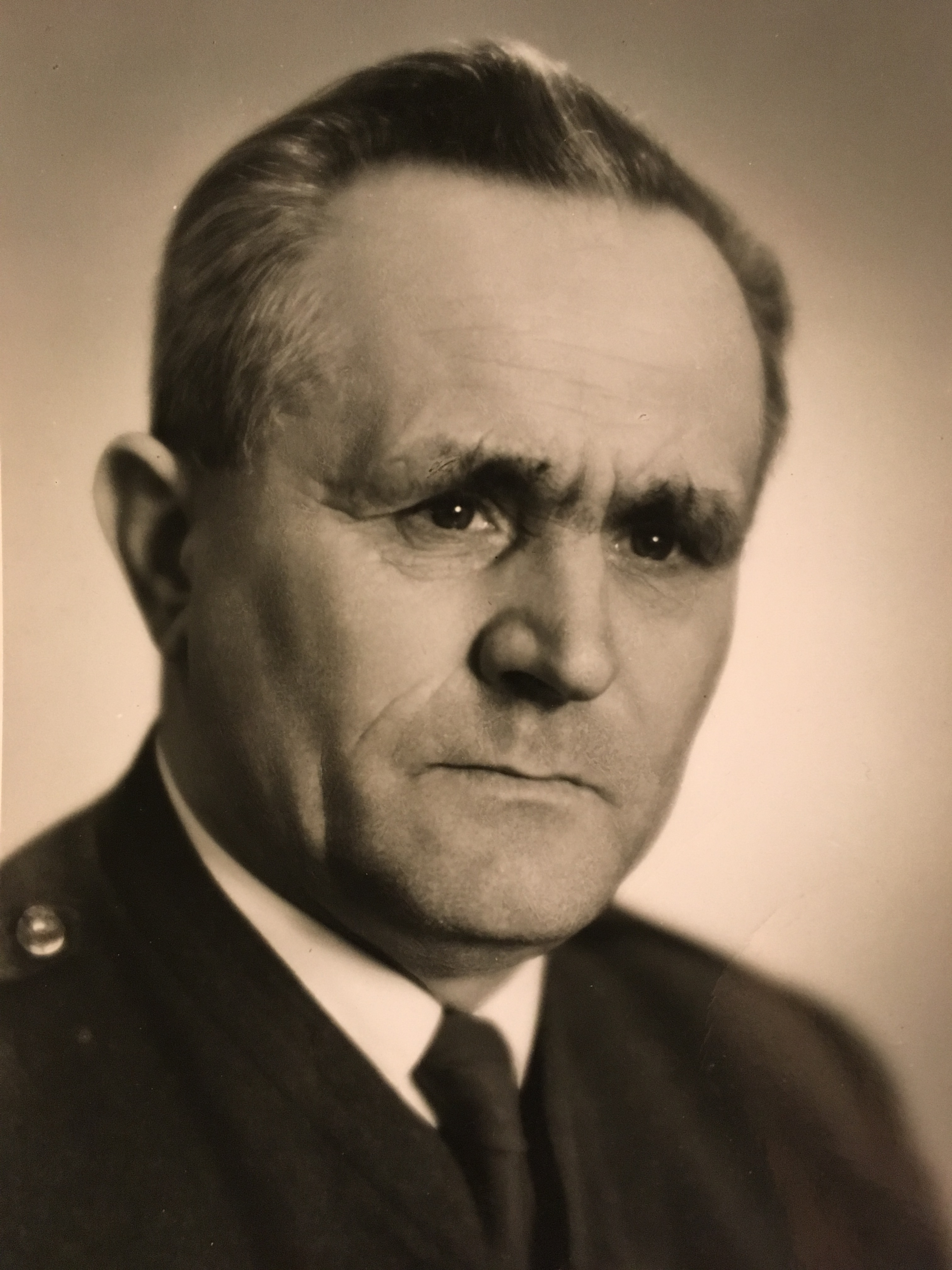

Josef Wallner (* 9. Jänner 1902 in Eibiswald (Steiermark); † 2. März 1974 in Leoben) war ein österreichischer Landwirt und Politiker der CSP und ÖVP. Wallner war ab 1932 Bürgermeister des Marktes Kirchbach in Steiermark. Er war Abgeordneter zum Steiermärkischen Landtag und Erster Präsident des Landtages (1945–1949 und 1952–1961). Ab 1948 war er Präsident der Landwirtschaftskammer Steiermark, ab 1960 Präsident des Österreichischen Bauernbundes.
Von 1961 bis 1970 war Wallner Abgeordneter zum Nationalrat (IX., X. und XI. Gesetzgebungsperiode), von 1962 bis 1970 Dritter Präsident des Nationalrates. 1954 wurde Wallner in den Ritterorden vom Heiligen Grab zu Jerusalem investiert.

## Leben und Wirken
Josef Wallner wurde am 9. Januar 1902 in Eibiswald geboren. Im selben Jahr kauften seine Eltern ein Anwesen in Kirchbach. Dort wuchs er mit drei Schwestern auf, besuchte die 6-klassige Volksschule und schloss sie mit sehr gutem Erfolg ab. 1918 war er kurz in der Ackerbauschule Grottenhof, doch zu Kriegsende wurde dort der Unterrichtsbetrieb eingestellt.
Was er zur Ausübung seiner späteren Ämter brauchte, hat er sich mit viel Fleiß als Autodidakt nach und nach angeeignet. Schon früh, mit 17 Jahren übernahm er auf Pfarr-Gemeinde und Bezirksebene Aufgaben und organisierte Fortbildungskurse. Mit 22 leitete er die Filiale Kirchbach der steirischen Landwirtschaftsgesellschaft.                                                                                                              

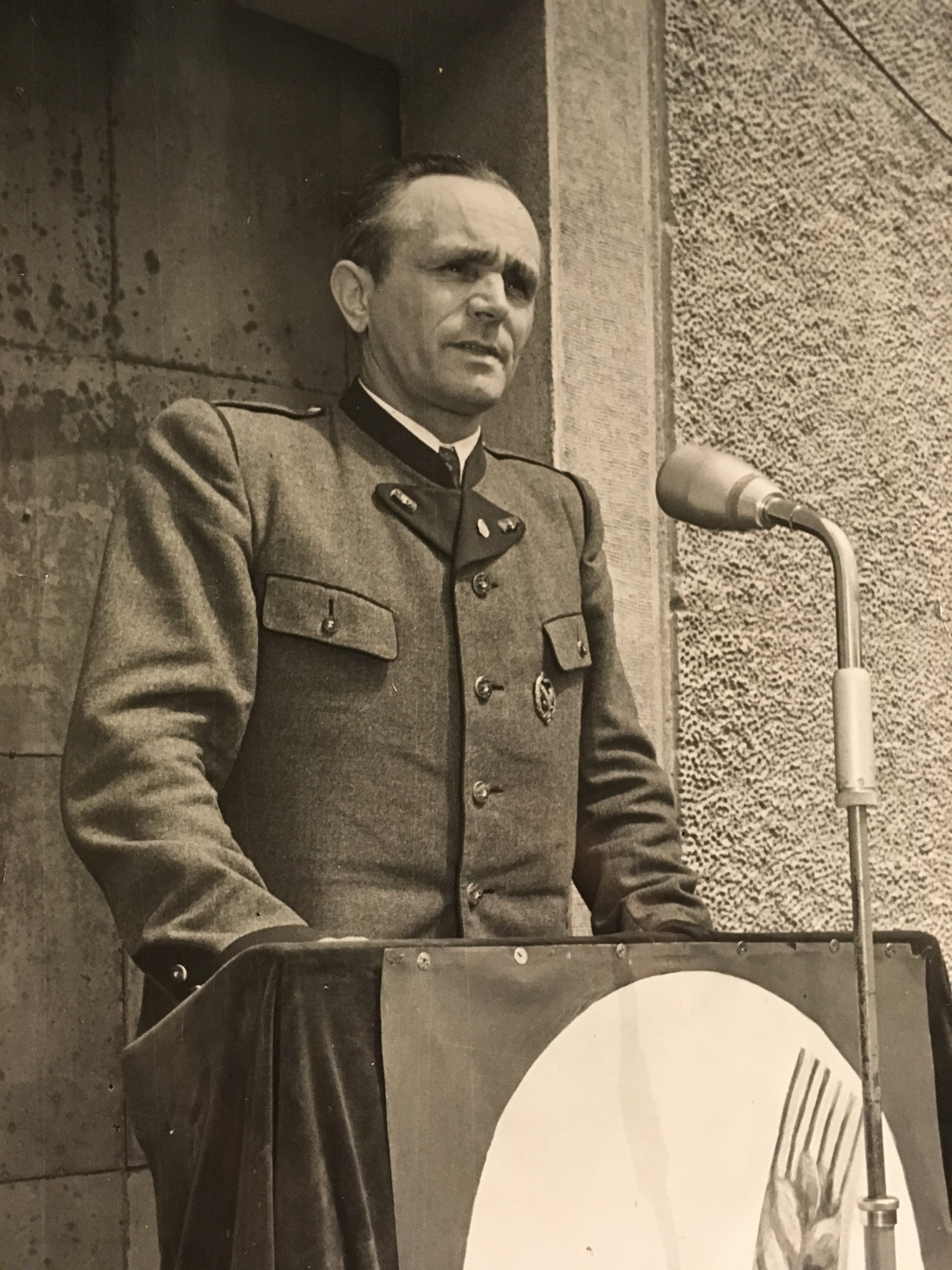

### 1925–1945
Den Weg in das öffentliche Leben fand er über den Jungsteirerbund. Er tat sich als Redner hervor und wurde 1925 zum Diözesanobmann des Jungsteirerbundes gewählt. Sonntag für Sonntag fuhr er mit Rad oder Motorrad zu Versammlungen und Festveranstaltungen. So wurde er bekannt.
1929 wurde er Bezirkskammerrat, 1933 Bürgermeister von Kirchbach, 1934 in den Steirischen Landtag berufen und gleichzeitig zum Landeskammerrat bestellt.
Vom 27. April 1934 bis zum 2. Mai 1934 war er Mitglied des Bundesrates (IV. Gesetzgebungsperiode).
Seine Familie begründete er 1935 durch die Heirat mit Maria Heher, adoptierte Bayer, Bauerntochter aus Dobl. Noch im selben Jahr übernahm das Paar die Wirtschaft in Kirchbach. Sie wurden Eltern von 7 Kindern.
1937 wurde Wallner Vizepräsident der Landeskammer für Land- und Forstwirtschaft in Graz. Dann brach das Jahr 1938 herein. Wallner trat als Bürgermeister zurück, verlor alle politischen Funktionen und wurde gleich am 12. März 1938 verhaftet, nach 3 Wochen aber wieder entlassen, da sich alle Anschuldigungen gegen ihn als haltlos erwiesen hatten. Nach dem 20. Juli 1944 (Stauffenbergattentat) wurde er nochmals vom Stall weg verhaftet, war jedoch nach einigen Tagen wieder frei. Im Frühjahr 1945 wurde er zum Volkssturm einberufen. Als einer, der den „Feindsender“ hörte, wusste er genau, dass der Krieg verloren war. Es gelang ihm, zu überleben.

### 1945–1960
Nach dem Krieg wurde er gebeten, das Bürgermeisteramt von Kirchbach wieder zu übernehmen. Diese Aufgabe erfüllte er 1945–1972. Mit dem Fahrrad fuhr er zur Gründungsversammlung der ÖVP nach Graz. Er übernahm bald auch dort wichtige Funktionen. 1945 wurde er Präsident des Steiermärkischen Landtags, 1948 Präsident der Landeskammer für Land- und Forstwirtschaft.
Mit großer Energie setzte er sich für die bessere Versorgung der Bevölkerung, die Beseitigung der Kriegsschäden und die Verbesserung der Lage der Bauern ein. Er bemühte sich zeitlebens um die Einigkeit der Bauern, um Ausbau der bäuerlichen Selbsthilfeorganisationen und um die Fortbildung der Bauern und der bäuerlichen Jugend. Diesem Ziel galten 1949 die Gründung des Raiffeisenhofes Graz und ebenfalls 1949 die Gründung des Bundes Steirischer Landjugend.

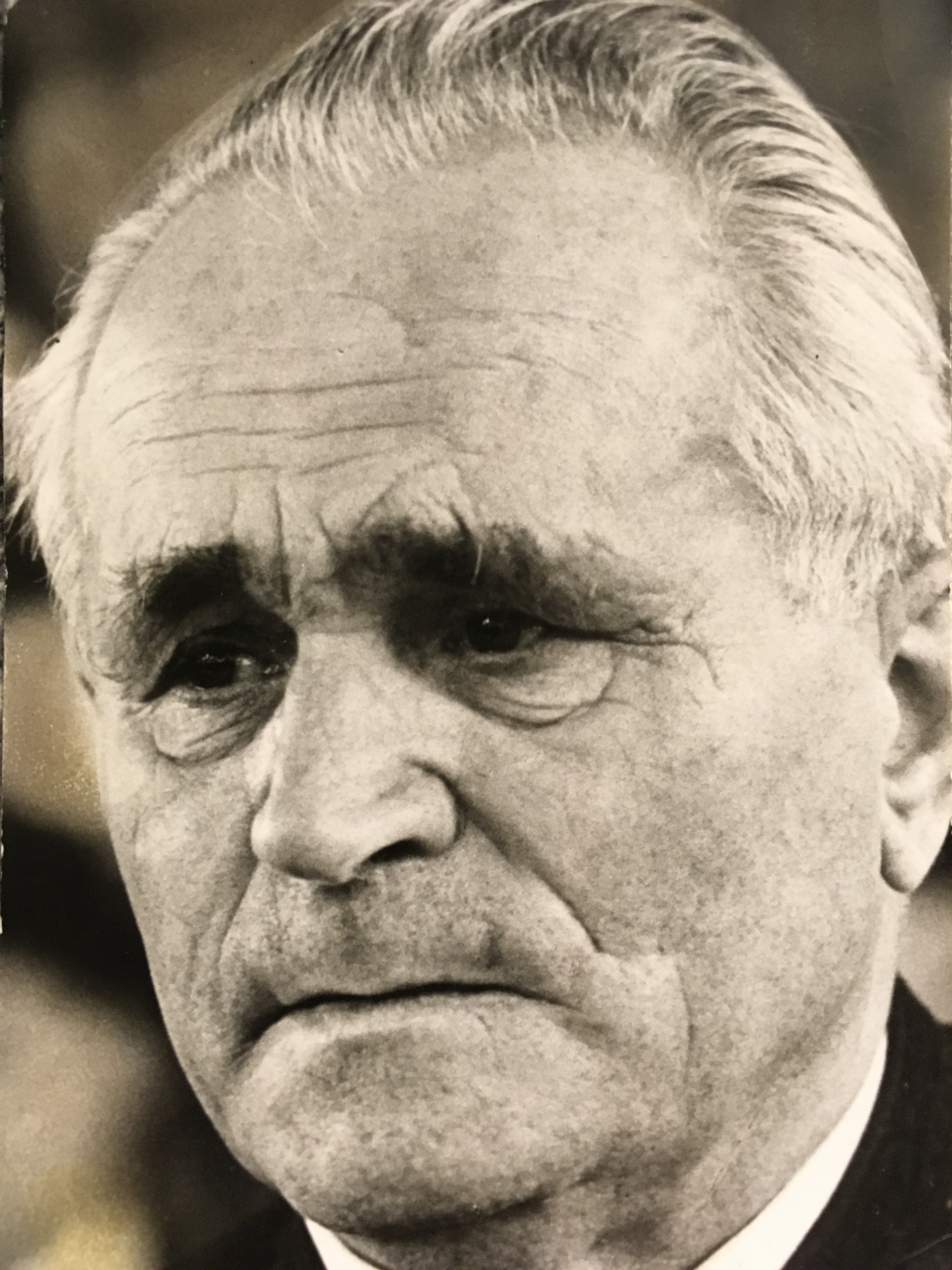

### 1960–1974
1960 verlagerte sich sein Arbeitsschwerpunkt nach Wien. Er wurde Präsident des Österreichischen Bauernbundes und er übernahm ein Nationalratsmandat. 1962 wurde er auch Dritter Nationalratspräsident. Diese Zeit fasste er als Dienst an Österreichs Bauern auf. Er schaffte es, die finanzielle Lage der Bauern zu verbessern durch den „Grünen Plan“ und die Marktordnungsgesetze. Es gelang ihm auch, den Bauern wichtige soziale Erleichterungen zukommen zu lassen durch die Einführung der Bauernkrankenkasse und der Bauernpension.
Zu Beginn der 70er Jahre begann der politische Rückzug. Bei der Wahl 1970 kandidierte er nicht mehr für den Nationalrat und er legte das Amt des Bauernbundpräsidenten in jüngere Hände. 1971 folgte dann der Rückzug in der Steiermark. Er schied aus der Landwirtschaftskammer und aus dem Bauernbund. Sein Tod war bezeichnend für sein arbeitsreiches Leben. Nach einem Referat, das er vor Raiffeisengenossenschaftern in Göß/Leoben gehalten hatte, erlitt er am 2. März 1974 einen Herzinfarkt.

## Auszeichnungen (Auszug)
- Großes Silbernes Ehrenzeichen der Republik Österreich am Bande
- Großes Goldenes Ehrenzeichen der Republik Österreich mit dem Stern
- Ehrenring des Landes Steiermark
- Goldenes Bauernbundabzeichen
- Goldene Raiffeisennadel
- Landjugend Ehrenzeichen in Gold

(dokumentiert in der Münzabteilung des Joanneum, Graz – Eggenberg)

## Zeittafel

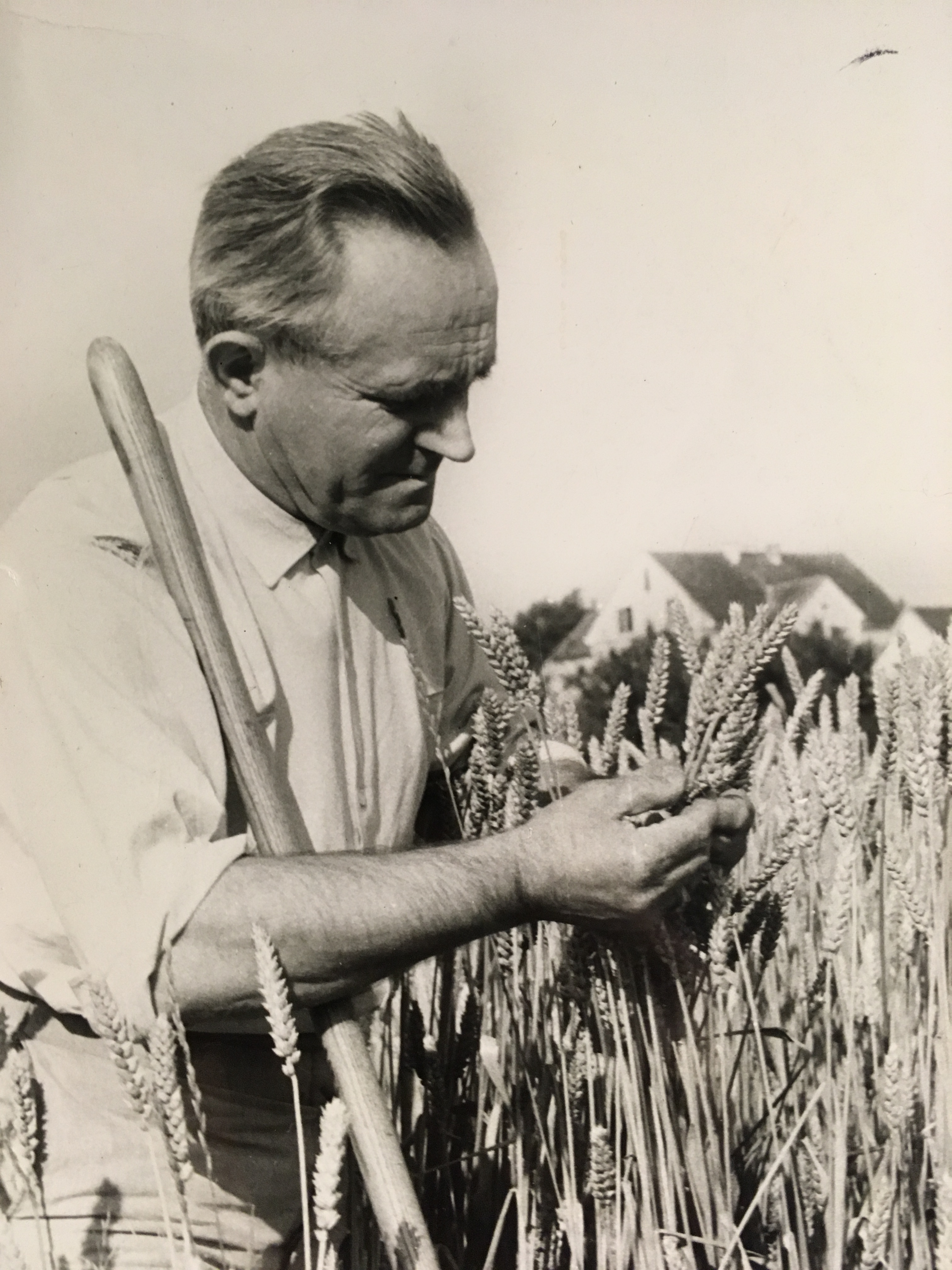

1902     9. Jänner geboren in Eibiswald
1922     Geschäftsführer des Pfarrgemeinderates in Kirchbach
1924     Geschäftsführer der Filiale Kirchbach der Steirischen Landwirtschaftsgesellschaft
1925     Gründer der Fleckviehzuchtgenossenschaft Kirchbach
1926     Obmann der Jungsteirerbundes (bis 1934)
1929     Bezirkskammerrat in Feldbach
1933     Bürgermeister von Kirchbach (bis 1938)
1934     Abgeordneter zum Landtag
1935     Verehelichung und Übernahme der väterlichen Wirtschaft
1937     Vizepräsident der Landeskammer für Land- und Forstwirtschaft Stmk. (bis 1938)
1938     Ausschaltung aus dem politischen Leben und Haft
1945     Bürgermeister von Kirchbach (bis 1972)
Vizepräsident der Landeskammer für Land – und Forstwirtschaft (bis 1948)
Präsident des Landtages (von 1945 bis 1949 und von 1952 bis 1961)
1946     Gründer der Steirischen Viehverwertungsgenossenschaft und der Landesgenossenschaft steirischer Schweinezüchter                                                               
1946     Obmann der Raiffeisenverbandes Steiermark (bis zu seinem Tode)
1948     Präsident der Landeskammer für Land- und Forstwirtschaft Stmk. (bis 1971)
1949     Obmann des Steirischen Bauernbundes (bis 1971)
1952     Ernennung zum Ökonomierat
1960     Präsident des Österreichischen Bauernbundes (bis 1970)
1961    Abgeordneter zum Nationalrat (bis 1970)
1962    Dritter Präsident des Nationalrates (bis 1970) 